# Adrara San Martino
Adrara San Martino (lombardul: Dréra) település Olaszországban, Lombardia régióban, Bergamo megyében. Lakosainak száma 2169 fő (2023. január 1.). Adrara San Martino Adrara San Rocco, Berzo San Fermo, Foresto Sparso, Grone, Monasterolo del Castello, Sarnico, Viadanica, Vigolo és Villongo községekkel határos.

## Népesség
A település népességének változása:
| Lakosok száma | 2263 | 2239 | 2169 |
|               | 2017 | 2018 | 2023 |